# Lindbergh-Feldmaus
Die Lindbergh-Feldmaus (Akodon lindberghi) ist ein in Brasilien endemisches Nagetier in der Gattung der Südamerikanischen Feldmäuse. Die Art ist eng mit der Bolivien-Feldmaus (Akodon boliviensis) verwandt. Eine als Plectomys paludicola beschriebene Population, die als nomen nudum geführt wird, könnte identisch mit dieser Art sein. Als Gefährdungsgrad dieser Feldmaus ist „unzureichende Datenlage“ verzeichnet.

## Merkmale
Mit einer Kopf-Rumpf-Länge von 67 bis 93 mm, einer Schwanzlänge von 49 bis 74 mm und einem Gewicht von 11 bis 31 g ist die Art innerhalb der Gattung mittelgroß. Sie hat 17 bis 20 mm lange Hinterfüße und 11 bis 16 mm lange Ohren. Kennzeichnend ist langes Fell, das recht lose am Körper sitzt. Oberseits ist gesprenkeltes Fell in braunen, grauen und olivfarbenen Tönen vorhanden und die unterseitigen Haare sind dunkelgrau an den Wurzeln sowie ockerfarben bis gelbbraun an den Spitzen. Der Übergang ist fließen und ein Aalstrich fehlt. Auf dem dunkelbraunen Schwanz mit etwas hellerer Unterseite kommen dünne Haare vor, so dass die Schuppen erkennbar sind. Die Lindbergh-Feldmaus hat Füße mit grauer oder gelbbrauner Oberseite sowie mit gebogenen Krallen, die durch kurze Borsten teils bedeckt sind.

## Verbreitung
Das Nagetier lebt im zentralen und östlichen Brasilien in den Bundesstaaten Goiás, Distrito Federal, Mato Grosso und Bahia. Es hält sich im Hügel- und Bergland zwischen 550 und 1500 Meter Höhe auf. Als Habitat dienen Grasländer in der Feuchtsavanne Cerrado und Lichtungen in der Mata Atlântica.

## Lebensweise
Die nachtaktive Lindbergh-Feldmaus hält sich vorwiegend auf dem Boden auf. Andere Gattungsvertreter fressen oft Getreide. Paarungen können zu allen Jahreszeiten stattfinden mit einer Häufung in der Regenzeit. Ein Wurf enthält nach durchschnittlich 23 Tagen Trächtigkeit meist bis vier Nachkommen und selten bis zu sieben Neugeborenen. Männchen erreichen nach 26 bis 61 Tagen die Geschlechtsreife und Weibchen paaren sich nach 47 bis 54 Tagen erstmals erfolgreich. Bei isoliert gehaltenen Weibchen starben weniger Jungtiere als in Käfigen mit gemischten Gruppen.